# Football Club Aris Bonnevoie
Maillots
L'Aris Bonnevoie était un club Luxembourgeois de football basé à Luxembourg-Bonnevoie, fondé en 1922 et disparu en 2001.

## Historique
- 1922 : fondation du club
- 1962 : 1re participation à une Coupe d'Europe (C3, saison 1962/63)
- 2001 : fusion avec le CS Hollerich pour former le CS Alliance 01

## Bilan sportif

### Palmarès
- Championnat du Luxembourg de football (3)
  - Champion : 1964, 1966 et 1972
  - Vice-champion : 1971

- Coupe du Luxembourg de football (1)
  - Vainqueur : 1967
  - Finaliste : 1964, 1968, 1972, 1976 et 1979

### Bilan européen
Légende
- Victoire ou qualification pour le tour suivant
- Match nul
- Défaite ou élimination de la compétition

Note : dans les résultats ci-dessous, le score du club est toujours donné en premier.
| Saison    | Compétition                | Tour                | Club               | Domicile | Extérieur | Total  |
| --------- | -------------------------- | ------------------- | ------------------ | -------- | --------- | ------ |
| 1962-1963 | Coupe des villes de foires | Seizièmes de finale | UC Sampdoria       | 0 - 2    | 0 - 1     | 0 - 3  |
| 1963-1964 | Coupe des villes de foires | Seizièmes de finale | RFC Liége          | 0 - 2    | 0 - 0     | 0 - 2  |
| 1964-1965 | Coupe des clubs champions  | Seizièmes de finale | SL Benfica         | 1 - 5    | 1 - 5     | 2 - 10 |
| 1966-1967 | Coupe des clubs champions  | Seizièmes de finale | Linfield FC        | 3 - 3    | 1 - 6     | 4 - 9  |
| 1967-1968 | Coupe des coupes           | Seizièmes de finale | Olympique lyonnais | 0 - 3    | 1 - 2     | 1 - 5  |
| 1971-1972 | Coupe UEFA                 | 32es de finale      | ADO La Haye        | 2 - 2    | 0 - 5     | 2 - 7  |
| 1972-1973 | Coupe des clubs champions  | Seizièmes de finale | Argeş Piteşti      | 0 - 2    | 0 - 4     | 0 - 6  |
| 1976-1977 | Coupe des coupes           | Seizièmes de finale | Carrick Rangers    | 2 - 1    | 1 - 3     | 3 - 4  |
| 1979-1980 | Coupe des coupes           | Seizièmes de finale | Reipas Lahti       | 1 - 0    | 1 - 0     | 2 - 0  |
| 1979-1980 | Coupe des coupes           | Huitièmes de finale | FC Barcelone       | 1 - 4    | 1 - 7     | 2 - 11 |
| 1983-1984 | Coupe UEFA                 | 32es de finale      | Austria Vienne     | 0 - 5    | 0 - 10    | 0 - 15 |

## Entraîneurs
- 1979-1990 :  Fernand Jeitz

## Anciens joueurs
- Eddy Dublin
- Fernand Jeitz
- Alain Colombo
- Dragoljub Brnović
- Árni Sveinsson

## Logo du club

Années 1970
Jusqu'en 2001